# 蕭勉 (南朝)
蕭勉（6世紀—550年），字文祗，南蘭陵郡蘭陵縣（今江蘇省常州市武進區）人，南朝梁宗室，吳平忠侯蕭昺之子。

## 生平
蕭勉初以宗室身份例封東鄉侯，後官至太子洗馬。
太清三年（549年），建康城被侯景攻陷。大寶元年（550年）十一月，因侯景外出征討、建康城空虛，蕭勉與南康嗣王蕭會理、太子左衞將軍柳敬禮、西鄉侯蕭勸等人謀劃起兵誅殺留守建康城的侯景部屬王偉。建安侯蕭賁與中宿世子蕭子邕得知後，向王偉告發了此事，蕭勉等人遂被誅殺。